# 2003 en Allemagne
Chronologie de l’Allemagne
- 1999
- 2000
- 2001
- 2002
- 2003
- 2004
- 2005
- 2006
- 2007

Cet article traite des événements qui se sont produits durant l'année 2003 en Allemagne.

## Gouvernements
- Président : Johannes Rau
- Chancelier : Gerhard Schröder

## Événements

### Février
- 6–16 février : la Berlinale 2003, c'est-à-dire le 53e festival international du film de Berlin, se tient

### Mars
- 27 mars : la mort de Jeremiah Duggan, un étudiant britannique, survient lors d'une visite à Wiesbaden après avoir été heurté par plusieurs voitures sur une voie rapide. Les circonstances de sa mort ont fait l'objet d'un débat.

### Juillet
- 2 juillet : la fusillade de Cobourg (en) est tentée

## Élections
- 2 février : Élections législatives régionales en Basse-Saxe
- 2 février : Élections législatives régionales en Hesse
- 25 mai : Élections législatives régionales en Brême (en)
- 21 septembre : Élections législatives régionales en Bavière

## Décès
- 28 mars : Ludwig Elsbett (en) (né en 1913), l'inventeur du moteur Elsbett
- 20 avril : Rudi Brunnenmeier (né en 1941), un footballeur
- 5 juin : Jürgen Möllemann (né en 1945), un politicien membre du Parti libéral-démocrate
- 13 août : Lothar Emmerich (né en 1941), un footballeur